# Collet de l'Ànima Blanca
El Collet de l'Ànima Blanca és un coll dels contraforts nord-orientals del Massís del Canigó, a 1.951,9 metres d'altitud, en el límit dels termes comunals de Nyer i de Toès i Entrevalls, tots dos a la comarca del Conflent, de la Catalunya del Nord. És a ponent de la zona nord del terme de Nyer, i a l'extrem sud-oriental del de Toès i Entrevalls. És al sud del Roc de l'Ànima Blanca, al nord del Roc dels Traspassats.